# Diocèse de Sangmélima
Le diocèse de Sangmélima est un diocèse catholique au Cameroun.

## Histoire
Le diocèse de Sangmélima est créé le 18 janvier 1963 par démembrement du diocèse de Douala. Il est suffragant de l’archidiocèse de Yaoundé. Le 20 mai 1991 il perd une partie de son territoire à la suite de la création du diocèse d'Ebolowa-Kribi.

## Géographie
Le diocèse est situé dans la région du Sud. Son siège est actuellement la cathédrale Notre-Dame-du-Rosaire situé dans le quartier d'Akon, mais une nouvelle cathédrale Saint-Joseph est en construction dans le quartier de Monavebe.
En 2017, le diocèse compte 22 paroisses (dont une paroisse sociologique destinée aux populations pygmées).
La liste suivant énumère ses paroisses et leur année de création :
- Zone épiscopale d'Akon
  - Notre-Dame-du-Rosaire d'Akon (1939)
  - Sainte-Thérèse de l'Enfant-Jésus d'Avebe-Esse (1994)
  - Saint-Luc de Bissono (2009)
  - Saint-Michel-Archange de Zoum (2011)
  - Saint-Thomas-l'Apôtre d'Eboulman (Bibouleman) (2009)
- Zone épicopale de Nden
  - Saint-Michel de Nden (1923)
  - Sainte-Marguerite de Zoétélé (1958)
  - Notre-Dame-de-la-visitation de Nsimi (1996)
  - Notre-Dame-de-l'Immaculée-Conception d'Ebotenkou (1955)
  - Notre-Dame-de-Lourdes d'Ebezom (2009)
  - Saint-Raphaël-Marie d'Ebamina
  - Saint Jean-Paul-II de Nkilzok
- Zone épiscopale de Djoum
  - Saint-Cœur-de-Marie de Djoum (1946)
  - Saint-Maximilien-Kolbe de Mintom (1999)
  - Saint-Jean-l'Évangéliste d'Oveng-Fang (1971)
  - Sainte-Thérèse d'Essong
  - Saint-Pierre de Nkolmbembe
- Zone épiscopale de Nkôl-Ekông
  - Notre-Dame-du-Sacré-Cœur d'Efoulan (1953)
  - Saint-Pierre-et-Paul de Nkol-Ekong (1948)
  - Notre-Dame-de-l'Assomption de Bengbis (1937)
  - Sainte-Trinité de Meyomessala
  - Saint-François de Teng
  - Saint-Charles-Lwanga de Hévéa-Sud
- Zone épiscopale de Saint-Joseph
  - Saint-Joseph de Sangmélima (1969)
  - Saint-Albert de Mengon (1962)
  - Saint-Esprit d'Olounou (1984)
  - Saint-Gabriel de Meyos-Essabikoula
  - Saint-Kisito de Mezesse
  - Notre-Dame-de-l'Immaculée-Conception de Meyomadjom